# Шарл Рише
 Шарл Робер Рише (на френски: Charles Robert Richet) е френски физиолог, известен със своите изследвания върху анафилактичния шок при човека. Носител на Нобелова награда за физиология или медицина за 1913, член на Националната медицинска академия във Франция (1898) и Френската академия на науките (1914), кавалер на Ордена на Почетния легион (1926).

## Биография
Роден е на 26 август 1850 година в Париж, Франция, в семейството на Алфред Рише, професор по клинична хирургия в медицинския факултет на Парижкия университет, и съпругата му Йожени Рише (по баща Рьонуар).
След завършване на средното си образование записва медицина в Парижкия университет, но скоро разбира, че не го интересува практическата медицина, а изследователската работа и хуманитарните дисциплини, към които запазва интереса си цял живот. В университета изучава хипнозата, храносмилателните секрети и влиянието на болката върху дейността на мускулите и нервите. През 1877 г. се дипломира, а една година по-късно защитава докторска дисертация, в която за първи път доказва наличието на солна киселина в секрета на стомаха при бозайниците, птиците и безгръбначните. През 1887 г. става професор по физиология в Колеж дьо Франс и се заема с изучаването на различните видове мускулни свивания.
От 1891 г. издава сп. „Анали на психичните науки“ (Annales des sciences psychiques), а през 1905 става президент на Британското общество за изследване на психиката. Създава и разработва теоретически термините ектоплазма и метапсихика.
През 1913 г. получава Нобелова награда за физиология или медицина „за откритието на анафилаксията“. Същата година се жени за Амели Обри, от която има две дъщери и двама сина.
Дълги години изследва екстрасензорните възприятия и явления, хипнозата и спиритизма. Поддържа връзка с известни по негово време окултисти и спиритисти; изследва, заедно с Чезаре Ломброзо, медиума Евсапия Паладино. Има интереси към историята, социологията, философията, литературата; пионер в авиацията. Занимава се и с изучаване на психиката. През 1923 г. в превод на английски език излиза книгата му „Тридесет години изследване на психиката“ (Thirty Years of Psychical Research), в която описва опитите си в тази област. Убеден пацифист, Рише пише няколко книги, разказващи за ужасите на войната.
Умира на 4 декември 1935 година в Париж на 85-годишна възраст.

## Научна дейност
Рише, заедно с Жул Ерикур, открива бактерията Staphylococcus, предизвикваща смъртоносно заболяване при зайците, но само ограничени гнойници при инфектирани с нея кучета. Прякото преливане на кръв от кучета във вените на зайците, за да им се придаде устойчивост към бактерията, предизвиквало токсично действие. Но ако кръвта се преливала между ципите на перитонеума, за да я просмуква бавно, предаването на устойчивостта се осъществявало успешно и зайците придобивали имунитет към следваща инфекция със Staphylococcus. След това Рише и Ерикур решават да приложат своята хемотерапия (наречена по-късно серумна терапия) към заболяванията на човека. Те започват с туберкулозата. Към края на века Рише и Ерикур са принудени да признаят, че първоначалната им цел – серумна терапия на туберкулозата – не е достигната. Но те откриват, че храненето със сурово месо подобрява състоянието на болни от туберкулоза кучета. През 1900 г. Рише доказва, че зомотерапията (хранене със сок от сурово месо) може да бъде ефективно средство за лечение на туберкулозата при хората.
През 1901 г., когато изучава токсичното действие при пряко инжектиране на мускулна тъкан във вените, Рише получава възможност да усъвършенства своите познания по токсикология. При научна експедиция в Средиземно море с принца на Монако Алберт той е натоварен със задачата да изследва отровните пипалца на сифонофора физалия. След някои предварителни опити Рише се връща във Франция, където започва сравнително изследване на отровата, която има морската анемония. Той инжектира на кучета отрова в различни концентрации, за да определи токсичната доза. Ако кучетата оживявали, след няколко седмици отново им инжектирали отрова. И, както пише Рише, „изведнъж се разкри потресаващ факт, в който самият аз повярвах с огромно усилие“. Когато инжектирали на кучетата много по-малки дози отрова, те умирали много бързо. Рише нарекъл това явление анафилаксия, тъй като било противоположно на профилактичния ефект при обикновената имунизация.
През 1911 г. Рише обобщава работата си в монографията „Анафилаксия“. Той обяснява явлението с това, че „в кръвта се намира вещество, което само по себе си е безобидно, но отделя силна отрова при смесване с антиген“. Като посочва, че такива вещества са белтъчини, Рише разработва специфични диагностични проби за откриване на свръхчувствителността.

## Съчинения
- Recherches expérimentales et cliniques sur la sensibilité, Paris, Masson, 1877[1].
- Structure et physiologie des circonvolutions cérébrales, Paris, Germer Baillière, 1878.
- Leçons sur la physiologie générale des muscles, des nerfs et des centres nerveux, Paris, Germer Baillière, 1882.
- L’homme et l’intelligence. Fragments de psychologie et de physiologie, Paris, Félix Alcan, 1887[2].
- Essai de psychologie générale, Paris, Alcan, 1888[3].
- Dans cent ans, P. Ollendorff, 1892[4].
- Les guerres et la paix, Paris, Schleicher Freres, 1899[5].
- Exposé des travaux scientifiques de M. Charles Richet, Paris, Chameroy et Renouard, 1901.
- L’Anaphylaxie („Анафилаксия“), Paris, Baillière, 1911[6].
- La Sélection humaine, Paris, Félix Alcan, 1913[7].
- L’homme stupide, Paris, Ernest Flammarion, 1919.
- Traité de Métapsychique („Трактат по метапсихика“), Paris, Alcan, 1922.
- Dictionnaire de Physiologie 2e Fascicule, 209 – 576, Paris, Alcan, 1923.
- L’intelligence et l’homme. Études de psychologie et de physiologie, Paris, Félix Alcan, 1927.
- Notre sixième sens („Нашето шесто чувство“), Paris, Montaigne, 1928.
- La grande espérance, Paris, Montaigne, 1933[8].